# Herbert Kroemer
Herbert Kroemer (Weimar, República de Weimar, 25 de agosto, de 1928-8 de marzo de 2024) fue un profesor germanoestadounidense de ingeniería eléctrica y computación en la Universidad de California, en Santa Bárbara, recibió un Ph.D. en física teórica en 1952 de la Universidad de Gotinga (Alemania).

## Premios
En 2000, junto a Zhores Ivanovich Alferov fueron galardonados cada uno con una cuarta parte del Premio Nobel de Física por «desarrollo de heteroestructuras para semiconductores de alta velocidad y optoelectrónica».